# Командование сил Корпуса морской пехоты США
Командование сил Корпуса морской пехоты США (англ. United States Marine Corps Forces Command, COMMARFORCOM) — командный элемент Корпуса морской пехоты США. Штаб базируется на военно-морской базе Норфолк (Виргиния).
Командование включает в себя следующие элементы:
- 2-е экспедиционное соединение морской пехоты. Включает в себя 2-ю дивизию морской пехоты), 2-е авиационное крыло морской пехоты, 2-ю группу тылового обслуживания морской пехоты);
- Группа по обеспечению безопасности и сотрудничеству КМП (Marine Corps Security Cooperation Group);
- Полк сил безопасности Корпуса морской пехоты (Marine Corps Security Force Regiment);
- Силы по реагированию на химико-биологические инциденты (Chemical Biological Incident Response Force).